# 雷洞瑶族水族乡
雷洞瑶族水族乡是中华人民共和国贵州省黔东南苗族侗族自治州黎平县下辖的一个民族乡。

## 行政区划
雷洞瑶族水族乡下辖以下村级行政区划单位：
雷洞村、岑管村、岑显村、美老村、戏劳村、金城村、塘婢村、美样村、厦头村、牙双村、培福村、德丰村、亚跨村、五寨村、细仪村和响榜村。

## 中国传统村落
- 2012年12月，金城村被评为首批“中国传统村落”。
- 2013年8月，岑管村、牙双村被评为第二批中国传统村落。